# Jonas Sidabras
Jonas Sidabras (* 30. Dezember 1968 in Vilnius) ist ein litauischer Sportfunktionär, Schachtrainer und  Vizepräsident des Schachverbands Litauens sowie ehemaliger Verbandspräsident (2010–2011).

## Leben
1992 schloss Sidabras das Studium am Zentralinstitut für Körperkultur in Moskau mit dem Diplom ab. Ab 1992 arbeitete er als Trainer bei Vilniaus miesto šachmatų ir šaškių sporto mokykla. Sidabras ist auch ein Schachmanager und leitet als Präsident den Sport- und Kunstclub „Juoda – Balta“ in Rasos (Vilnius). 1997 bekam er den Titel International Arbiter (IA) von der FIDE. Im März 2010 wurde Sidabras von der Mitgliederversammlung des Schachverbands Litauens zum Präsidenten gewählt. Bis zum Juni 2011 leitete er den Verband.  2013 wurde er International Organizer und  2014 FIDE Trainer. Zu den von ihm betreuten Spielern zählen Internationaler Meister Kęstutis Labeckas, FIDE-Meister S. Žičkus, T. Vedrickas und D. Batkovskytė.
Seit dem 4. Juni 2013 ist er Ratsmitglied und seit dem 28. Juni 2015 Vizepräsident des Schachverbands Litauens.